# 巴雷斯特食道症
巴雷斯特食道症（Barrett's esophagus）又稱巴洛氏食道症、巴雷特症候群、巴瑞特氏食道症，是一種食道細胞病變的症狀，是遠端食道黏膜的鱗狀上皮細胞由柱狀上皮細胞所取代的病變，於1950年代由英國外科醫師諾曼·巴雷特最先提出。這種症狀大多是經由食道胃逆流所引起的，而食道腺癌有50%發生率由巴雷特症演變而成。食道腺癌在現今社會的發病率逐年提高，令這種疾病逐漸被重視。

## 症狀
- 時常有胃灼熱感
- 胸骨後疼痛
- 吞食困難
- 胃酸逆流
- 食慾不振

## 致病機轉
胃與食道交界處的下食道括約肌可防止胃酸、膽汁及食物逆流回食道。此括約肌在進食後是關閉的，正常人每天有幾次短暫不定時的鬆弛。胃食道逆流症的病人則因為下食道括約肌的壓力減低，或因腹腔內壓力增加，導致此括約肌不適時的鬆弛，且次數增加，而胃內容物倒流的機會及次數也隨之增加，胃酸停留在食道的時間延長。雖然食道會蠕動設法將逆流的胃內容物趕回胃部，但力量太小，造成清除能力不足。再者，唾液分泌不足、食道碳酸鹽的分泌能力、逆流物的酸度、停留時間都會影響食道粘膜受傷的嚴重程度。

## 臨床診斷
透過內視鏡進入下食道觀察或是透過病理組織切片檢查

## 治療
- 改變飲食習慣少吃刺激性食物，不抽菸、喝酒。
- 藥物治療主要是抑制胃酸的分泌，包括H2-拮抗劑、質子幫浦抑制劑、傳統制酸劑以及促進食道与胃蠕動收縮作用的藥物，都有治療效果。
- 外科手術治療或是使用COOK Duette治療。

## 併發症
容易引起食道腺癌發生，腸胃消化道潰瘍。

## 外部連結
- Barrett's esophagus at National Institute of Diabetes and Digestive and Kidney Diseases (NIDDKD)
- Barrett's esophagus Video Overview （页面存档备份，存于） and Barrett's esophagus Health Information （页面存档备份，存于） at Mayo Clinic
- Barrett's Oesophagus Campaign （页面存档备份，存于） Originally The Barrett's Oesophagus Foundation, the UK charity committed to research into prevention of adenocarcinoma of the esophagus
- Barrett's Oesophagus Research Studies Summary of current research studies into Barrett's Oesophagus
- Barrett's Oesophagus Diagnosis, Treatment and Research （页面存档备份，存于） - LGA